# バッドバンク
バッドバンク（英語: bad bank）とは、金融危機に際して設立され、公的資金を使って金融機関の不良債権を買い取る資産管理会社を指す。事業を継続するグッドバンク（good bank、良い銀行）と、清算される資産を保持するバッドバンク（悪い銀行）に新旧分離を行うことにより、金融システムの維持を目指す手法である。

## 意義
金融機関のもつ不良債権が増えると、その担保となっている資産の市場に担保流れの供給が過剰となり価値の過剰な下落が発生する。すると、資産の評価額が下落することでさらに金融機関の資産内容が悪化する悪循環に陥り、最終的には市場の機能が失われ、金融システムの崩壊を招く（信用収縮）。それに対し、公的資金を使って、価格を査定し買い取りを行うことで、市場の回復を行い、金融システムの崩壊を防止する。

## 短所
この政策は様々な理由で理解の得がたい政策であり、提案されても実現に時間がかかることがある。以下のような論点がある。
- そもそも、不良債権の額が国家ですら負担しきれない規模になっている場合がある。国家を巻き込んで債務不履行を起こしかねない。
- 富裕な銀行家を庶民の払った税金で救済するのかという国民感情の問題。
- 民間がとったリスクを国家に負わせる結果となるモラル・ハザードの問題。
- 国家の介入により市場を歪めているという点では一般の市場介入と変わりがない。高く買い取り過ぎた場合、つけは国民に回る。
- 公的資金の投入された金融機関の経営者は国から厳しい経営責任を問われることが多く、そうでなくとも損失を確定させられる事により株主から経営責任を問われる。

## 実施例

### 日本
- 整理回収機構
- 産業再生機構

### 韓国
- 韓国資産管理公社（KAMCO）

### アメリカ合衆国
- 整理信託公社

### スウェーデン
- セキュラム
- レトリーバ

### フィンランド
- アーセナル

### マレーシア
- ダナハルタ

### フランス
- 換金シンジケート団（Consortium de. Réalisation: CDR）

### アイルランド
- 国家資産管理機構（NAMA）